# إليابا جيمس سرور
إليابا جيمس سورور (بالإنجليزية: Eliaba James Surur)‏ (21 نوفمبر 1930 مونجالا - 17 أغسطس 2014 كمبالا) كان سياسيًا في السودان. كان مؤسس ورئيس الحزب السياسي المنحل، اتحاد أحزاب السودان الأفريقية 2 (USAP)
ولد سرور في موكايا بايام في مقاطعة لانيا بولاية وسط الاستوائية.  هو أحد أفراد قبيلة بوجولو. كان مدرسًا في مدرسة ثانوية قبل أن يصبح سياسيًا. كان إليوبا مشاركًا في الحرب الأهلية السودانية الأولى، حيث قاتل مع حركة أنيانيا من 1955 إلى 1972. كما قاتل في الحرب الأهلية السودانية الثانية إلى جانب الجيش الشعبي لتحرير السودان من 1983 إلى 2005. كان زعيما لاتحاد أحزاب السودان الأفريقية قبل أن ينفصل ليشكل البرنامج الدولي الثاني.

## اتحاد الأطراف الأفريقية السودانية 2
أسس سرور الحزب عام 1984. بعد توقيع اتفاقية السلام الشامل في نيروبي، كينيا، دعم الحزب الجيش / الحركة الشعبية لتحرير السودان في رؤيتهم لسودان جديد. مثل البرنامج الأمريكي لتدابير الأمن الدعم الرئيسي للحكومة خلال 21 عامًا، وبالتالي فقد لعبوا دورًا رئيسيًا في حل النزاع من خلال المشاركة في عمليات صنع السلام وبناء السلام لاتفاقية السلام الشامل. قبل حله، كان يمثل الحزب بأربعة مقاعد في حكومة جنوب السودان.
خلال شهر يوليو 2010، أعلن سرور أن اتحاد أحزاب السودان الأفريقية 2 سيصبح جزءًا من الحركة الشعبية لتحرير السودان. كان تفسيره للاندماج هو رغبته في توحيد جنوب السودان في الاستفتاء القادم على استقلال جنوب السودان المقرر إجراؤه في يناير 2011.